# 네지드 토후국
네지드 토후국(아랍어: إمارة نجد 이마라트 나이드[*]) 또는 사우디 제2왕국(الدَّوْلَةُ السُّعُودِيَّةُ الثَّانِيَةُ Al-Dawla Al-Su'odiyah Al-Thaniyah[*])은 1824년부터 1891년까지 오늘날 사우디아라비아의 네지드 지역에 존재했던 토후국이다. 18세기 와하비 전쟁으로 오스만 제국 치하 이집트 속주에 멸망했던 디리야 토후국의 뒤를 이어 사우드가가 건립한 국가로, 이를 통해 동아라비아와 네지드 지역에서 사우드가의 통치가 회복되었다. 네지드 토후국은 1891년 1월 24일 자발 샴마르 토후국과 물라이다 전투에서 맞붙었다가 패배하여 멸망했다. 네지드 토후국의 마지막 에미르였던 압둘 라흐만 빈 파이살은 사우디아라비아 초대 국왕이었던 압둘아지즈 알사우드의 아버지로, 1902년 수립된 네지드-하사 토후국은 네지드 토후국의 계승국이었다.

## 같이 보기
- 디리야 토후국
- 사우디아라비아의 통일